# Ilias Breugelmans
Ilias Breugelmans (Antwerpen, 22 december 2000) is een Belgisch voetballer die als verdediger speelt. Hij komt sinds het seizoen 2022/23 uit voor Oud-Heverlee Leuven.

## Carrière
Breugelmans ruilde in 2015 de jeugdopleiding van Lierse SK voor die van KV Mechelen, waar hij zes jaar speelde. In de zomer van 2021 werd hij, samen met Jules Houttequiet en Jarno Lion, uitgeleend aan partnerclub Helmond Sport, dat ook al Maxime De Bie en Gaétan Bosiers huurde van de Mechelaars. Op 27 augustus 2021 maakte hij er zijn officiële debuut in het profvoetbal: op de vierde competitiespeeldag van de Keuken Kampioen Divisie liet trainer Wil Boessen hem tegen Jong PSV in de slotfase invallen voor Jellert Van Landschoot.
Nadat zijn uitleenbeurt aan Helmond Sport was afgelopen maakte Breugelmans transfervrij de overstap naar de Belgische eersteklasser Oud-Heverlee Leuven.

### Statistieken
| Seizoen                     | Club            | Land           | Competitie      | Competitie | Competitie | Beker | Beker | Totaal | Totaal |
| Seizoen                     | Club            | Land           | Competitie      | Wed.       | Dlp.       | Wed.  | Dlp.  | Wed.   | Dlp.   |
| --------------------------- | --------------- | -------------- | --------------- | ---------- | ---------- | ----- | ----- | ------ | ------ |
| 2021/22                     | KV Mechelen     | België         | Eerste klasse A | 0          | 0          | 0     | 0     | 0      | 0      |
| 2021/22                     | → Helmond Sport | Nederland      | Eerste divisie  | 17         | 2          | 1     | 0     | 18     | 2      |
| 2022/23                     | OH Leuven       | België         | Eerste klasse A | 29         | 1          | 0     | 0     | 29     | 1      |
| Carrièretotaal              | Carrièretotaal  | Carrièretotaal | Carrièretotaal  | 46         | 3          | 1     | 0     | 47     | 3      |
| Bijgewerkt op 16 april 2023 |                 |                |                 |            |            |       |       |        |        |